# Pincara
Pincara település Olaszországban, Veneto régióban, Rovigo megyében. Lakosainak száma 1089 fő (2023. január 1.). Pincara Fiesso Umbertiano, Frassinelle Polesine, Fratta Polesine, San Bellino, Castelguglielmo és Villamarzana községekkel határos.

## Népesség
A település lakossága az elmúlt években az alábbi módon változott:
| Lakosok száma | 1139 | 1152 | 1089 |
|               | 2017 | 2018 | 2023 |